# 설강화
설강화(학명: Galanthus nivalis 갈란투스 니발리스[*]))는 수선화과 설강화속의 종들 가운데 가장 널리 서식하는 식물종이다. 봄철 유럽에서 가장 먼저 꽃망울을 터뜨리며, 자생지역에서는 새하얀 꽃이 눈처럼 땅을 뒤덮는 광경을 볼 수 있다.